# 小門山
小門山（おどむれやま、しょうもんざん）は、大分県国東市国東地区に位置する山である。標高535.1m。大分県内の山でもかなり読みづらい名前の山である。この山にはテレビの国東中継局があり、山頂には鉄塔が見える。